# Raymond Boudon
Raymond Boudon (Parigi, 27 gennaio 1934 – Saint-Cloud, 10 aprile 2013) è stato un sociologo liberale francese.

## Biografia
Allievo di Raymond Aron, dopo gli studi all'École normale supérieure di Parigi, all'Università di Friburgo (Germania) e alla Columbia University di New York, ottiene il dottorato di Stato alla Sorbona nel 1967. Ricercatore al CNRS dal 1961 al 63, diventa professore alla Sorbona di Parigi a partire dal 1967. Dirige la rivista “L'Anné Sociologique”, e il Centre d'Etudes Sociologiques del CNRS a Parigi. Membro dell'Institut de France dal 1990, dal 1995 è membro dell'International Academy di Filosofia della Scienza a Bruxelles. Ha avuto molti allievi, tra cui Mohmaed Cherkaoui, Bernard Valade, Philippe Besnard e - in Italia - Enzo Di Nuoscio e Carlo Lottieri.

## Pensiero di Boudon

### Homo sociologicus
All'Homo oeconomicus della Teoria della scelta razionale, Boudon contrappone un individuo dotato di una razionalità situata, cioè legata alle condizioni sociali e culturali dell'attore stesso: quest'uomo, l'Homo sociologicus, non ragiona solo in termini di beneficio.
Boudon infatti afferma che valori, credenze ed abitudini non possono esser tralasciate in quanto l'individuo le interiorizza. Inoltre gli individui possono commettere errori non potendo sempre individuare la scelta migliore, la sua razionalità è limitata, data l'insufficienza di informazioni di cui l'attore dispone. L'individuo può essere condizionato da scelte ideologiche ed infine essendo integrato, in costante interazione con la società, deve rispondere a attese sociali legate al suo ruolo.
L'Homo sociologicus di Boudon agisce in modo razionale, ma anche per "buone ragioni" condizionate da valori, convinzioni e soprattutto dall'identità personale: è un concetto che si distacca completamente dal modello della Teoria della scelta razionale e dal concetto weberiano di agire razionale rispetto allo scopo.

## Opere principali
- A quoi sert la notion de structure?, Paris, 1968;
- L'inégalité des chances, Paris, 1973;
- Effets pervers et ordre social, Paris, 1977;
- La logique du social, Paris, 1979;
- Dictionnaire critique de la sociologie, Paris, 1982 (con François Bourricaud);
- La place du désordre, Paris, 1984;
- L'idéologie ou l'origine des idées reçues, Paris, 1986;
- L'art de se persuader, Paris, 1990;
- Le juste et le vrai: études sur l'objectivité des valeurs et de la connaissance, Paris, 1995.